# Trebušovce
Trebušovce este o comună slovacă, aflată în districtul Veľký Krtíš din regiunea Banská Bystrica. Localitatea se află la altitudinea de 163 m deasupra n.m., se întinde pe o suprafață de 9,48 km2 și în 2017 număra 185 de locuitori.

## Istoric
Localitatea Trebušovce este atestată documentar din 1247.

## Demografie
| An:                | 1994 | 2004   | 2014   | 2024    |
| ------------------ | ---- | ------ | ------ | ------- |
| Număr de persoane: | 223  | 205    | 195    | 157     |
| Diferență:         |      | −8,07% | −4,87% | −19,48% |

| An:                | 2023 | 2024   |
| ------------------ | ---- | ------ |
| Număr de persoane: | 159  | 157    |
| Diferență:         |      | −1,25% |